# جورج فيشر (مغني)
جورج فيشر (بالإنجليزية: George Fisher)‏ (و. 1969  م) هو مغني، وموسيقي، ومنشد، من الولايات المتحدة، ولد في بالتيمور، ماريلاند.

## وصلات خارجية
- جورج فيشر على موقع IMDb (الإنجليزية)
- جورج فيشر على موقع روتن توميتوز (الإنجليزية)
- جورج فيشر على موقع ميوزك برينز (الإنجليزية)
- جورج فيشر على موقع ديسكوغز (الإنجليزية)
- جورج فيشر على موقع قاعدة بيانات الفيلم (الإنجليزية)